# Fièvre et grossesse
La fièvre (définie par une température rectale supérieure ou égale à 38 °C) est un symptôme courant au cours de la grossesse, concernant près de 15 % des cas. Bien que souvent bénigne, elle doit toujours faire consulter un médecin en raison des risques qu'elle fait courir à la mère, à la grossesse, et à l'enfant,,. Car chez la femme une hyperthermie de plus de 1,5 °C durant 24 h durant les 3 premiers mois de la gestation augmente de façon significative le risque d'anomalies de fermeture du tube neural.
Ces risques sont rarement menaçants pour la mère, mais dépendent de la cause de la fièvre. Le risque fœtal,, est triple : l'infection materno-fœtale avec infection néo-natale, la menace d'accouchement prématuré, et les embryofœtopathies,.

## Conduite à tenir

### À l'interrogatoire
- Affirmer la fièvre : prise de la température rectale,
- Se renseigner sur son ancienneté, son intensité, son évolution,
- Consulter le carnet de santé et rechercher les vaccinations, le statut sérologique (rubéole, toxoplasmose, syphilis, sida, etc),
- Suivi de la grossesse, dernières consultations,
- Notion de contact avec un proche infecté, de voyage récent (en particulier en zone palustre),
- Prises médicamenteuses récentes,
- Et bien sûr les signes fonctionnels ressentis

Les signes qui doivent alerter tout particulièrement sont : une rupture de la poche des eaux, la diminution ou la disparition des mouvements actifs du fœtus, et l'apparition de contractions utérines.

### À l'examen
- Prise des constantes vitales (pression artérielle, pouls, poids)
- Hauteur utérine, rythme cardiaque fœtal, échographie fœtale au moindre doute
- Examen au spéculum : recherche d'un écoulement de liquide et de signes de chorio-amniotite
- Toucher vaginal à la recherche de douleurs provoquées et de modifications cervicales évoquant une menace d'accouchement prématuré.
- Enregistrement du rythme cardiaque fœtal.

### Examens biologiques
- Hémogramme, CRP (la vitesse de sédimentation n'a pas d'intérêt pendant la grossesse)
- Bilan infectieux : ECBU, hémocultures avec recherche spécifique de Listeria monocytogenes (autres examens selon l'orientation prise : radio de thorax, ponction lombaire, radio de l'abdomen, échographie rénale, etc.)

## Étiologie

### Chorioamniotite
C'est une infection du placenta  et du liquide amniotique  favorisée par la rupture prématurée de la poche des eaux (infection ascendante). 
Les principaux facteurs de risque sont le tabac et un antécédent d'accouchement prématuré.
Le tableau clinique est dominé par une fièvre, des douleurs abdominales provoquées par les contractions utérines, des leucorrhées plus ou moins sales.
Il y a souvent une anomalie de l'enregistrement du rythme cardiaque fœtale signant une souffrance fœtale, le risque d'infection néo-natale est majeur.
La fièvre ne se fait pas obligatoirement ressentir chez la femme enceinte. Le germe responsable n'est pas toujours retrouvé au cours des examens.
La tocolyse est formellement contre-indiquée. Le traitement repose sur l'extraction fœtale urgente par césarienne, associée à une antibiothérapie intraveineuse pour la mère.
Les principales complications sont le décès périnatal et la leucomalacie périventriculaire.

### Infection à Listeria monocytogenes
voir Listériose.

### Pyélonéphrite aiguë
Association d'une néphropathie microbienne, d'une pyélite et d'une infection urinaire est la cause la plus fréquente, suspectée devant des douleurs lombaires et un ECBU positif.

### Appendiciteaiguë
Fréquente et de diagnostic plus difficile : l'ascension de l'appendice provoqué par le développement de l'utérus donne des douleurs du flanc, parfois même de l'hypochondre droit. Le traitement est chirurgical, sous cœlioscopie.

### Autres causes
- Pancréatite
- Hépatite
- Méningite
- Cholécystite aiguë
- Paludisme
- Infection à streptocoques du groupe B

etc.

## Traitement
Garder à l'esprit que toute fièvre au cours de la grossesse est, jusqu'à preuve du contraire, une listériose. Pour cela, le bilan initial comprendra obligatoirement des hémocultures avec recherche spécifique de listéria, puis est débuté, en dehors d'une cause évidente autre, un traitement antibiotique par amoxicilline (ou érythromycine en cas d'allergie aux pénicillines), en attendant le résultat des examens complémentaires.
En dehors d'une menace d'accouchement prématuré, le traitement est ambulatoire. On lui ajoute des antipyrétiques (type paracétamol), et une bonne hydratation (boire 2 litres d'eau par jour).